# Starmobile
Starmobile — филиппинская компания-производитель потребительской электроники. В ассортимент бренда входят наушники, кнопочные сотовые телефоны, смартфоны, планшеты и ультрабуки. Компания существует с 2011 года и специализируется на выпуске устройств бюджетного и среднего сегмента, однако имеет в своём ассортименте и линейку продвинутых смартфонов, что давало ей основания позиционировать себя как «самый инновационный филиппинский бренд». В 2014 году она занимала третье место по продажам смартфонов на Филиппинах среди локальных брендов.
Как и большинство локальных брендов, Starmobile сотрудничает с китайскими производителями и поставляет устройства, изготовленные по ODM-контрактам. Вместе с тем она самостоятельно разрабатывала некоторые продукты, а также стала первым филиппинским производителем, наладившим производство в стране: на заводе в Каламбе в 2017 году началось производство кнопочных телефонов.
Полное название материнской компании — Star Telecom Alliance Resources (STAR) — является рекурсивной аббревиатурой.

## История
Starmobile была основана в 2011 году предпринимателем Майклом Ченом (англ. Michael Chen) и в том же году начала продажи телефонов, однако масштабное объявление о запуске нового бренда состоялось лишь в 2012 году. Компания представила ряд кнопочных телефонов и сенсорных полусмартфонов, а также планшетов на операционной системе Android.
29 мая 2013 года в среду днем в SM North Edsa состоялось массовое мероприятие для СМИ, посвящённое запуску их концептуального магазина. Starmobile сняла обёртку со своего новейшего флагманского девайса Starmobile Knight, были представлены и другие четырёхъядерные смартфоны. Одним из ведущих мероприятия был эндорсер бренда, деятель шоу-бизнеса Вице Ганда.
9 октября 2017 года было объявлено о том, что 2 кнопочных телефона — Starmobile Uno B208 и Starmobile Uno B308 — будут выпускаться на родине, а именно на заводе электроники в Каламбе. Таким образом, в стране впервые начался выпуск сотовых телефонов.
Около 2018 года Starmobile, как и многие другие локальные бренды, стал испытывать трудности из-за мировой экспансии китайских производителей. Это привело к типичному явлению — исходу из верхних ценовых сегментов рынка и акцентировании на кнопочных телефонах и бюджетных смартфонах. В 2019 году журналисты оценивали положение компании как «под угрозой исчезновения». Тогда же «замолчал» официальный твиттер бренда, а в 2020 и 2021 году не было выпущено ни одной новинки. Активность материнской компании STAR сместилась в сторону развития электронной платёжной системы StarPay.

## Маркетинг
Starmobile вела активную деятельность в Facebook. 24 апреля 2018 года её официальное сообщество в этой соцсети набрало 7 миллионов подписчиков — наивысший показатель среди всех филиппинских брендов.
Символом бренда является «Счастливый человечек» (англ. Happy Man). Его стилизованное изображение с распростёртыми руками, напоминающее пятиконечную красную звезду, является логотипом Starmobile.
С 2014 года компания находится в партнёрстве с сетью универсамов 7-Eleven, где продаются некоторые её смартфоны. В 2017 году партнёрство было расширено до инициативы в сфере интернет-торговли.

## Продукция
Как и все локальные бренды, Starmobile не разрабатывает самостоятельно большую часть своей продукции, а заказывает готовые устройства у китайских ODM-поставщиков. Многие смартфоны представлены на рынках других стран под другими брендами. Например:
- Starmobile Knight (май 2013) — первый смартфон из флагманской линейки Knight, аналог гонконгского Xtreamer Q, тайского I-Mobile IQX, российского Highscreen Alpha Ice .
- Starmobile Quest (июнь 2014) — производится китайской компанией Maysun. Также известен как DNS S4508, DEXP Ixion M 4.5 (оба — российские, выпущены компанией DNS) и I-Mobile IQ1.2 (Таиланд)[10].
- Starmobile Diamond X1 (январь 2014) — первый 8-ядерный филиппинский смартфон[11]. Является клоном Intex Aqua Octa i17 — первого в мире[12] смартфона на процессоре MediaTek MT6592, его же российский клон называется Explay Diamond.
- Starmobile Knight X (ноябрь 2014) — новый флагман бренда и «самый продвинутый филиппинский смартфон», клон китайского Siswoo R8 Monster[13].
- Starmobile Knight Spectra (ноябрь 2015) — первый филиппинский смартфон с двойной камерой, клон индийского Xolo Black и российского Dexp Ixion X355 Zenith.

Помимо смартфонов и планшетов, компания выпустила 2 модели бюджетных ноутбуков на Windows.